# Cầu Štefánik

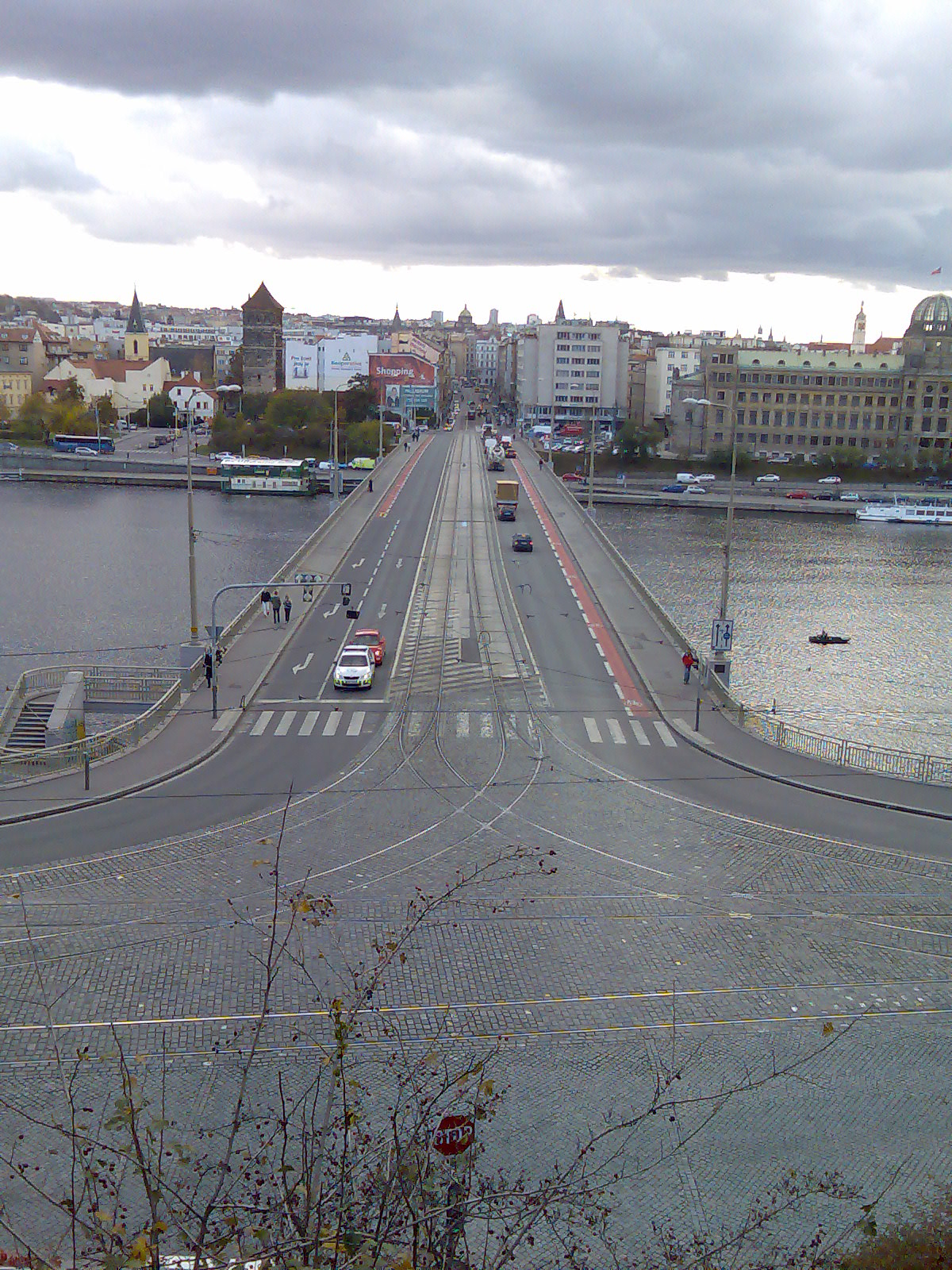
Cầu Štefánik

Cầu Štefánik (tiếng Séc: Štefánikův most) là một trong những cây cầu lịch sử bắt qua sông Vltava ở Praha, Cộng hòa Séc. Cầu Štefánik tạo thành biên giới giữa Phố cổ Praha và Phố mới Praha, kết nối với Phố Revoluční và Đường hầm Letna.

## Lịch sử
Cây cầu ban đầu được Hoàng đế Franz Joseph I xây dựng vào giai đoạn 1865-1868 và được xây dựng lại vào năm 1898. Trong giai đoạn 1946-1947, cây cầu bị phá bỏ.
Cầu Štefánik như hiện tại được xây dựng vào giai đoạn 1949-1951. Cầu có kết cấu bê tông cốt thép gồm ba nhịp (58.8 mét, 65.1 mét và 64.4 mét), các đường dốc đi vào dài lần lượt là 182 mét và 263 mét. Hai kiến trúc sư thiết kế cây cầu là Vlastislav Hofman và Otakar Širc.
Trong giai đoạn 1969-1999, một bức tượng của Jan Šverma (một nhà báo, chính trị gia người Séc) được đặt gần cây cầu. Vì vậy, cây cầu từng được gọi là Cầu Šverma (Švermův most).
Năm 2007, cây cầu bắt đầu được xây dựng lại và tiến hành hiện đại hóa.

## Tên gọi qua các thời kỳ
- 1868–1919: Cầu của Hoàng đế Franz Joseph I (Hoàng đế František Josef I.)
- 1919–1940: Cầu Štefánik (tên một vĩ nhân người Slovak - một chính trị gia, người lính, phi công, nhà thiên văn học và khí tượng học.)
- 1940–1945: Cầu Leoš Janáček (tên một nhà soạn nhạc người Séc.)
- 1945–1947: Cầu Štefánik
- 1947–1997: Cầu Šverma
- Từ năm 1997: Cầu Štefánik